# Saratak
Saratak – wieś w Armenii, w prowincji Szirak. W 2011 roku liczyła 1321 mieszkańców.